# Bleskensgraaf

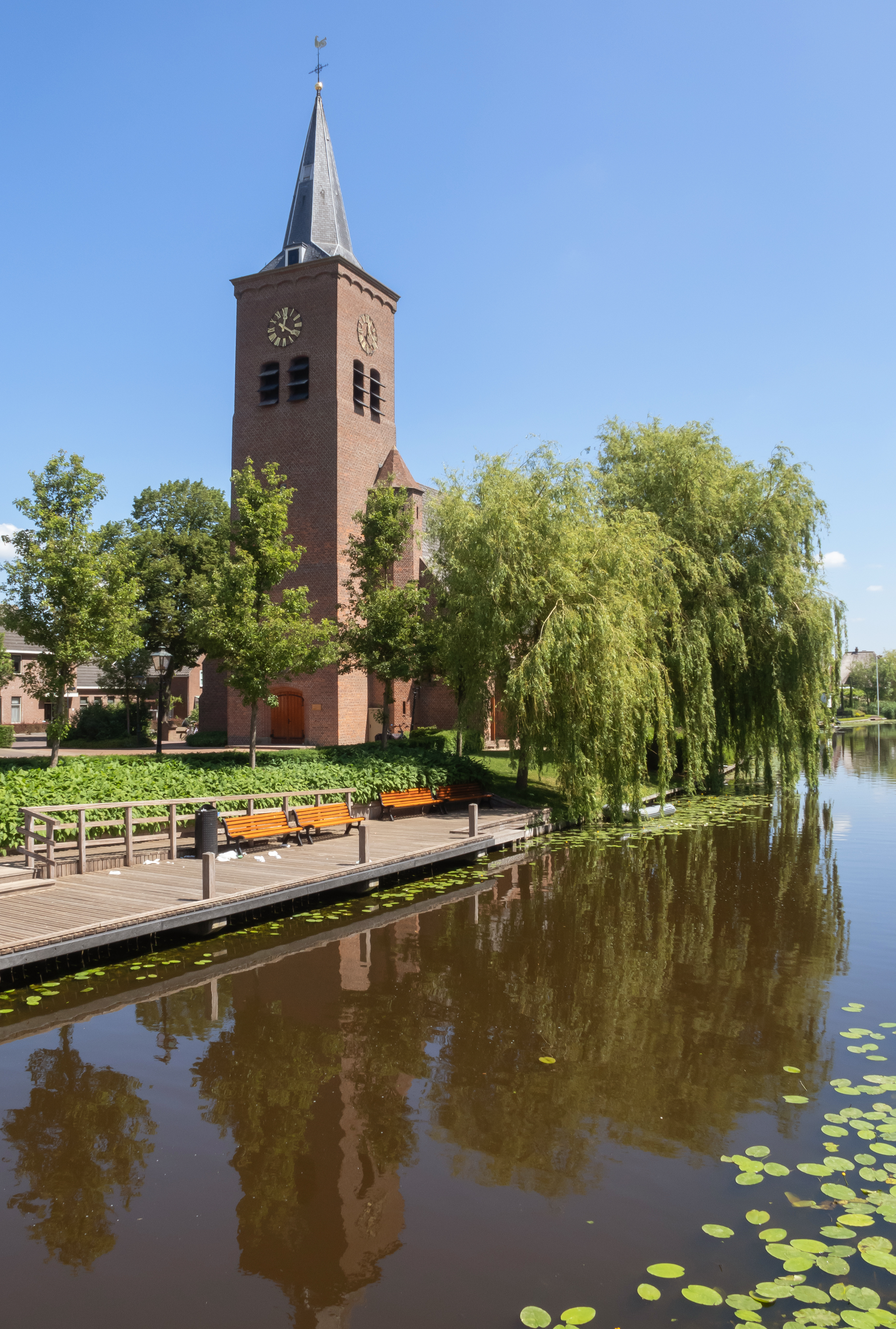
Reformierte Kirche in Bleskensgraaf

Bleskensgraaf ist ein Ort in der Provinz Südholland in den Niederlanden. 
Das Dorf erhielt seinen Namen von einem ehemaligen Gutsbesitzer, Willem von Blassekijn, einem Adligen aus der Alblasserwaard. Im Laufe der Jahre hat sich der Name langsam von Grauelant über u. a. Blaskens Graveland und Blassekinsgraeve in Bleskensgraaf geändert. Es ist ein ehemaliges Herrschaft, das ursprünglich Teil des Herrschaft De Lek war. In 1706 erwarb Gerard van Brandwijk den Besitz der Herrschaft. Seit Anfang des 19. Jahrhunderts liegt der Herrschaftstitel in den Händen der Familie van der Elst (von Bleskensgraaf), die bis heute das Recht hat, im Graafstroom zu fischen.
Bleskensgraaf gehört seit der kommunalen Neugliederung 2019 zur Gemeinde Molenlanden. Von 2013 bis 2019 gehörte es zur Gemeinde Molenwaard; davor war es seit 1986 Teil von Graafstroom.
Bleskensgraaf hat 2.945 Einwohner auf einer Fläche von 12,72 km².